# Aeolochroma melaleucae
Aeolochroma melaleucae là một loài bướm đêm trong họ Geometridae.